# رود شاکوا
رود شاکوا (انگلیسی: Shakva) یک رودخانه در سرزمین پرم کشور روسیه است.